# Единая цветографическая схема для всех воздушных судов «Аэрофлота» 1973 года
Единая цветографическая схема для всех воздушных судов «Аэрофлота» 1973 года — цветовая схема покраски воздушных судов компании «Аэрофлот» Министерства гражданской авиации СССР.

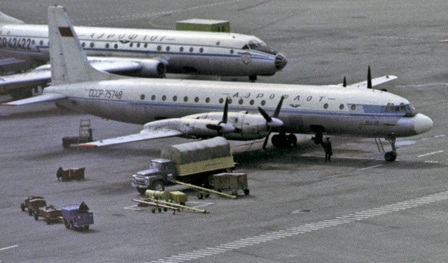
Ил-18А «Аэрофлота» в оригинальной окраске для данного типа самолётов

До 1973 года воздушные суда «Аэрофлота» имели разные варианты раскраски, созданные конструкторскими бюро-разработчиками для каждого типа самолётов. На фюзеляж наносилось слово «Аэрофлот» и фирменный знак — окрылённые молот и серп, что и отличало гражданские суда от остальных. Парк самолётов был весьма пёстрым.

В начале 1970-х годов в связи с выходом «Аэрофлота» на международные воздушные линии руководство МГА начало задумываться над созданием единой узнаваемой ливреи для воздушных судов советской авиакомпании.

1 декабря 1973 года была принята и утверждена единая цветографическая схема для всех воздушных судов «Аэрофлота». Главным цветом была выбран синий. Нижняя часть фюзеляжа окрашивалась в серо-голубой цвет, остальная часть — в белый, в средней части ниже иллюминаторов — тонкая синяя полоса, а на уровне иллюминаторов — большая синяя полоса. На киль белого цвета наносился стилизованный флаг СССР, под ним — бортовой номер чёрного цвета, на фюзеляж белого цвета над иллюминаторами — большая надпись синим цветом «Аэрофлот» и рядом фирменный знак также синего цвета. Для самолётов, работающих в арктических районах страны, вместо синего цвета применялся контрастный цвет — красный, горизонтальное оперение и внешняя треть верхней стороны каждого полукрыла также окрашивались в красный цвет. Для вертолётов, работающих в арктических районах страны, вместо белого и серого цвета применялся оранжевый, полоса по окнам осталась синей. Допускались небольшие вариации в размере и расположении логотипа и эмблемы Аэрофлота (у некоторых самолётов они наносились ниже окон на сером фоне), а также в расположении номера, который мог наноситься на фюзеляже вместо киля или даже белым цветом на синей полосе.

Окраска нового стандарта начала применяться на самолётах с 1974 года начиная с поршневых самолётов Ан-2 местных линий и заканчивая межконтинентальным лайнером Ил-62. К концу 1970-х годов практически все эксплуатировавшиеся самолёты получили новую окраску. Перекрашивали даже типы самолётов, которые снимались с пассажирской эксплуатации в ближайшие несколько лет, такие как: Ту-104, Ту-114 и Ту-124. Не попали под новый стандарт перекраски лишь пассажирские Ли-2 и Ан-10, которые были сняты с эксплуатации гражданского воздушного флота ещё в 1973 году.
Ливрея, принятая в 1973 году, оставалась основной для воздушных судов «Аэрофлота» более четверти века. После распада СССР вновь образованные национальные авиакомпании приняли собственные варианты раскраски воздушных судов, некоторые из которых основаны на прежней ливрее:
- — перешедшие в собственность «Azərbaycan Hava Yolları» («Азербайджанские авиалинии») самолёты получили раскраску в цветах национального флага Азербайджана. Вдоль голубой полосы дополнительно проведены красная и зеленая полосы. Поверх флага СССР наносился флаг Азербайджанской Республики, при этом с правого борта полумесяц с восьмиконечной звездой не отзеркаливался. Использовалась до 2005 года.
- — ливрея большинства самолётов «Հայկական ավիաուղիներ» («Армянские авиалинии») кардинально отличалась от оригинальной и не имела ничего общего с ливреей советского «Аэрофлота». В составе флота имелось лишь несколько экземпляров Ту-134, носивших ливрею по мотивам ливреи российского «Аэрофлота» 1992 года.
- →  — к 1993 году все воздушные суда «Белавиа» были покрашены по схожей цветовой схеме, но с некоторыми отличиями от оригинала: тёмно-синий киль, на котором на месте флага СССР были нарисованы красные крылья на белом наклонном эллипсе; мотогондолы перекрашены из серого в тёмно-синий цвет с двумя тонкими белыми полосами; государственный флаг Республики Беларусь 1991 года в верхней части руля направления; надпись «Belavia» поверх логотипа «Аэрофлота». После смены государственного флага в 1995 году бело-красно-белый флаг в верхней части руля направления был закрашен в тот же цвет, что и сам киль, а флаг Республики Беларусь переместился в середину фюзеляжа. Использовалась до 2016 года.
- →  — на момент после провозглашения независимости Грузии от СССР флот будущей авиакомпании «Transair Georgia» преобладал небольшим количеством самолётов, перекрашенных в белый цвет с сохранением основных элементов цветовой схемы «Аэрофлота» — надписей, логотипов и флага СССР на киле. На некоторых самолётах рядом с логотипом «Аэрофлота» на фюзеляже имелась надпись, означающая самоназвание Грузии (Сакартвело, груз. საქართველო). Остальные воздушные суда имели стандартную цветовую схему с нанесённым на место флага СССР флагом Республики Грузия 1990 года (позже этот же флаг появился на ранее перекрашенных в 1991 году самолетах).
- — ливрея самолётов «Air Kazakstan» следовала оригинальному образцу и, подобно белорусской «Белавиа», отражала свой национальный оттенок раскраски. К началу 1993 года все самолёты «Air Kazakstan» были перекрашены по следующей схеме: киль покрашен в голубой цвет по бокам, на котором на месте флага СССР были нарисованы голубые крылья в желтом круге; надпись «Air Kazakstan» поверх логотипа «Аэрофлота» и государственный флаг Республики Казахстан рядом с носовой частью самолёта. В настоящее время похожая раскраска используется военно-транспортными самолётами ВВС Казахстана.
- — раскраска самолетов авиакомпании «Кыргызстан» не имела глубоких отличий от оригинала. Изменения коснулись лишь флага на киле и надписи в верхней части фюзеляжа — вместо слова «Аэрофлот» использовалось «Кыргызстан». Кроме того, чуть выше линии иллюминаторов наносили две тонкие красные полосы. Использовалась до 2004 года.
- — несколько самолётов «Latavio» («Латвийские авиалинии») были перекрашены в новую ливрею компании, остальные имели стандартную цветовую схему «Аэрофлота» с нанесённым на место флага СССР флагом Латвии и маркировкой «Latavio Latvian Airlines» поверх надписей и логотипов «Аэрофлота».
- — ливрея самолётов «Lietuvos avialinijos» («Литовские авиалинии») отличалась от советского оригинала отсутствием логотипов и надписей на фюзеляже, а также нанесённым поверх флага СССР флагом Литвы.
- — ранний вариант раскраски самолётов «Air Moldova» следовал образцу ливреи советского «Аэрофлота». Отличия состояли в отсутствии флага на киле (флаг Республики Молдова размещался рядом с надписью «Air Moldova»), а также нанесение других надписей верхней части фюзеляжа. В 1995 году воздушные суда «Air Moldova» получили новую раскраску, более отличающуюся от раннего варианта. Использовалась до 2003 года.
- →  — воздушные суда, оставшиеся на балансе «Аэрофлота» в независимой России, продолжали использовать стандартную цветовую схему. Принятое правительством РФ постановление от 28 июля 1992 № 527 «О мерах по организации международных воздушных сообщений РФ» упразднило принятый МГА СССР документ от 1 декабря 1973 года. Ливрея российского «Аэрофлота» в точности повторяла ливрею советского, за исключением используемого флага на киле — поверх флага СССР нанесён флаг России (верхняя белая полоса флага была выделена серым уголком, так что флаг «отбрасывал тень»); иногда вертикальное оперение перекрашивали в серый цвет, чтобы выделялась белая полоса флага. Регистрационный код СССР заменён на RA. К началу 1993 года большинство воздушных судов российского «Аэрофлота» летало уже только под российским флагом, флаг СССР остался лишь на музейных самолётах. Использовалась до 2006 года.
- — ранний вариант раскраски самолетов авиакомпании «Тоҷикистон» не имел крупных отличий от оригинала. Изменения коснулись лишь покраски киля и надписи в верхней части фюзеляжа — вместо слова «Аэрофлот» использовалось «Тоҷикистон». Вместо флага на киле использовался собственный логотип авиакомпании. Использовался до 2004 года.
- — перешедшие в собственность «Uzbekistan Airways» («Узбекские авиалинии») самолёты получили раскраску в цветах национального флага Узбекистана. По бокам фюзеляжа вместо синей полосы проведены голубая и зеленая полосы (зона поскраса иллюминаторов — белая) загибающиеся вниз рядом с носовой частью. Поверх флага СССР наносился флаг Республики Узбекистан, при этом с правого борта полумесяц и звезды не отзеркаливались. Использовалась до 2002 года.
- — несколько самолётов, доставшихся в наследство «Air Ukraine» («Авиалинии Украины»), до 1994 года имели стандартную цветовую схему «Аэрофлота» с нанесённым на место флага СССР флагом Украины и логотипом «Аэрофлота». Позже были перекрашены в новую ливрею компании с изображением повернутого тризуба в желтом круге с синей окантовкой (или синем круге с жёлтой окантовкой, в зависимости от авиапредприятия).
- — ливрея самолётов «Estonian Air» отличалась от оригинальной отсутствием флага на киле и нанесением других надписей верхней части фюзеляжа. Использовалась до 1993 года.

## Галерея

### Ливрея 1973 года (СССР)

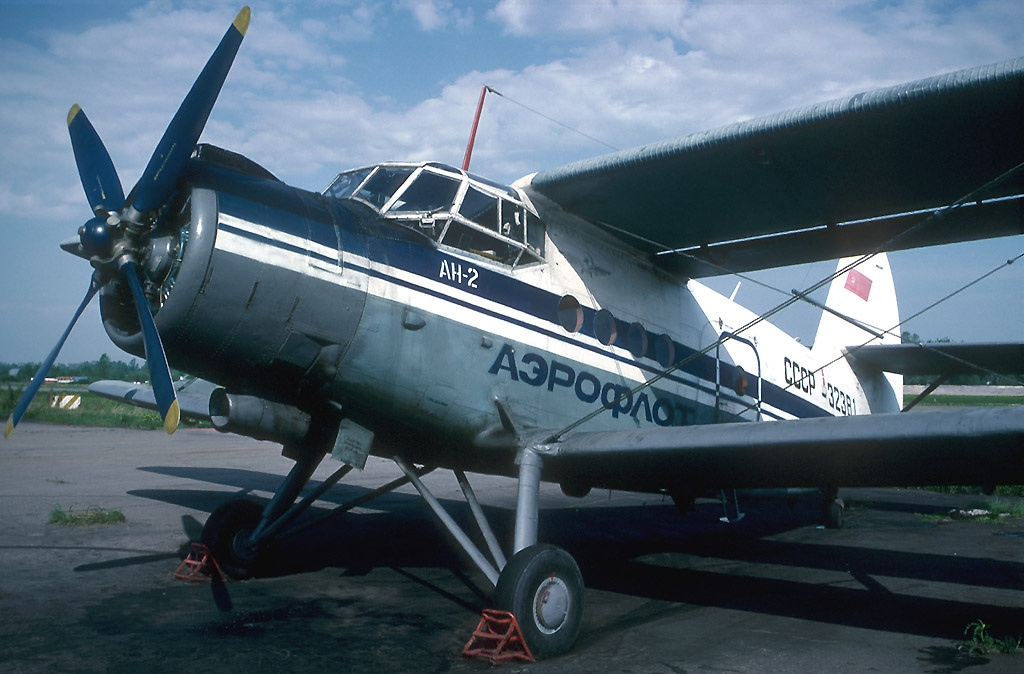
Ан-2 в ливрее «Аэрофлота» 1973 года
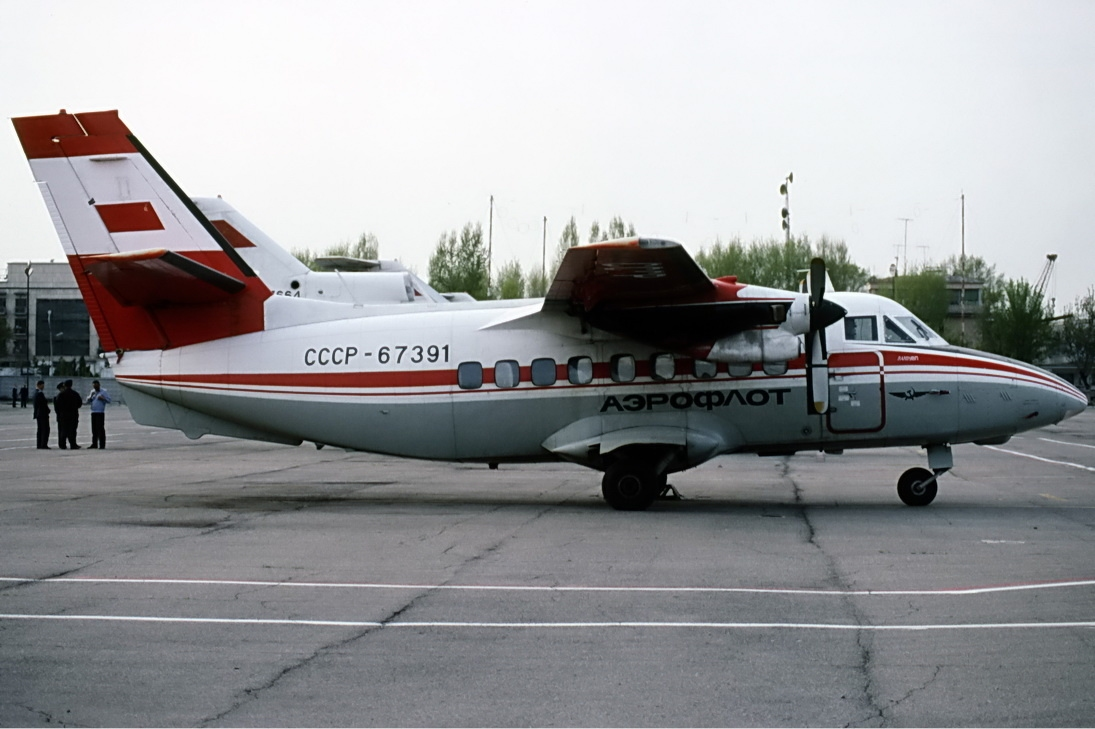
Л-410 в красной ливрее «Аэрофлота» 1973 года
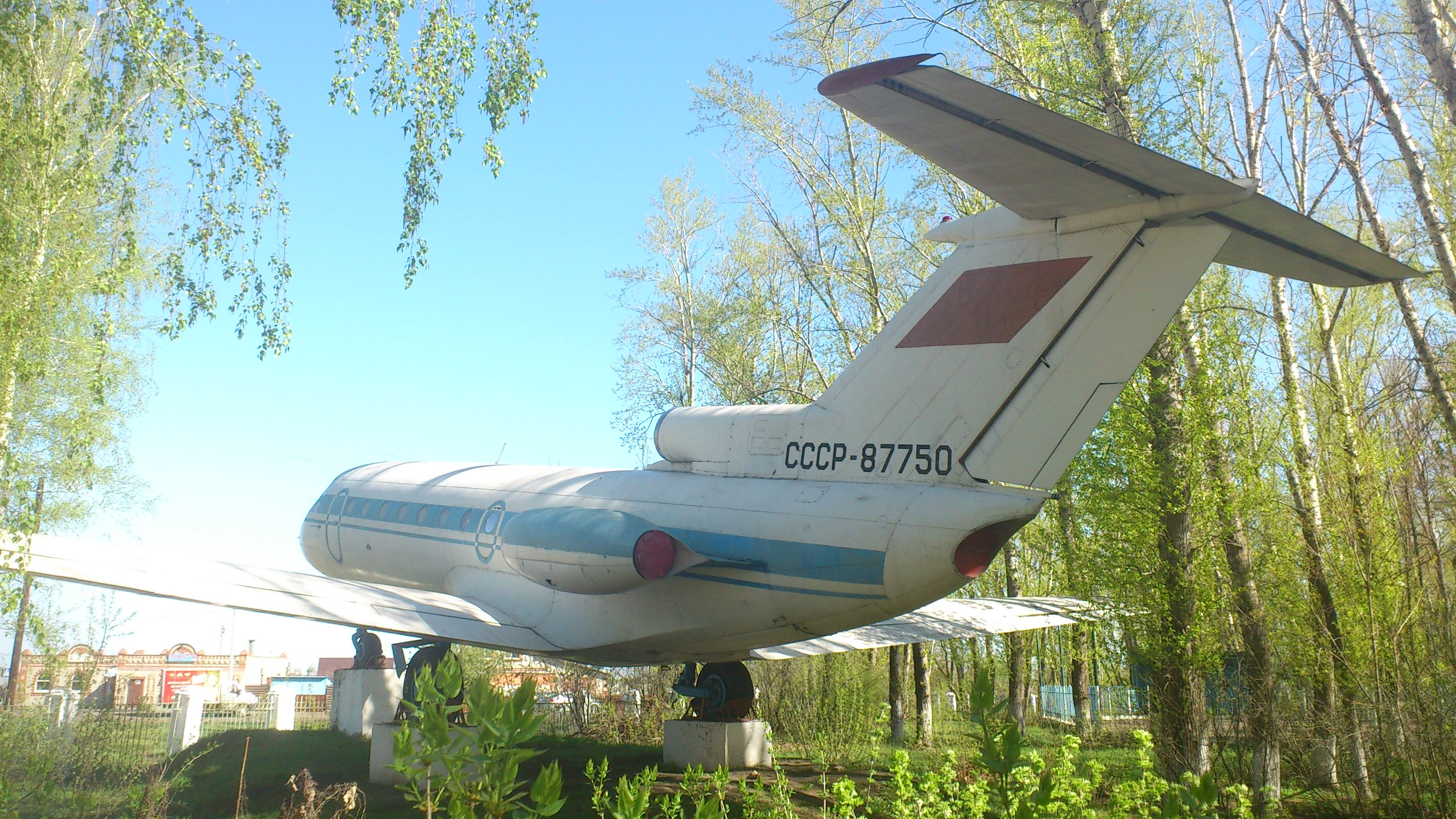
Як-40
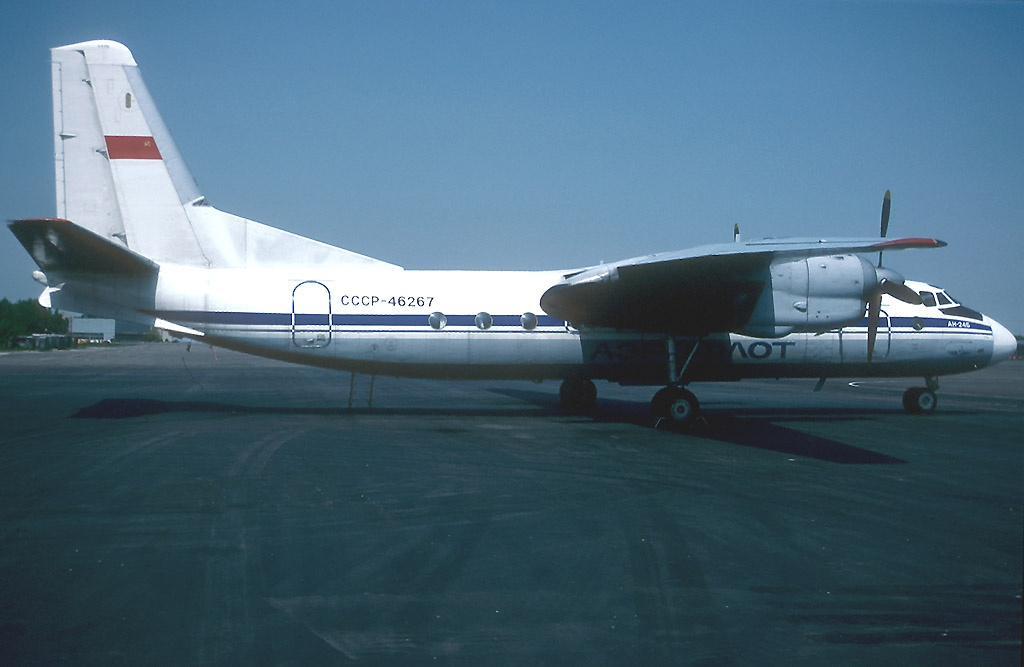
Ан-24Б в ливрее «Аэрофлота» 1973 года
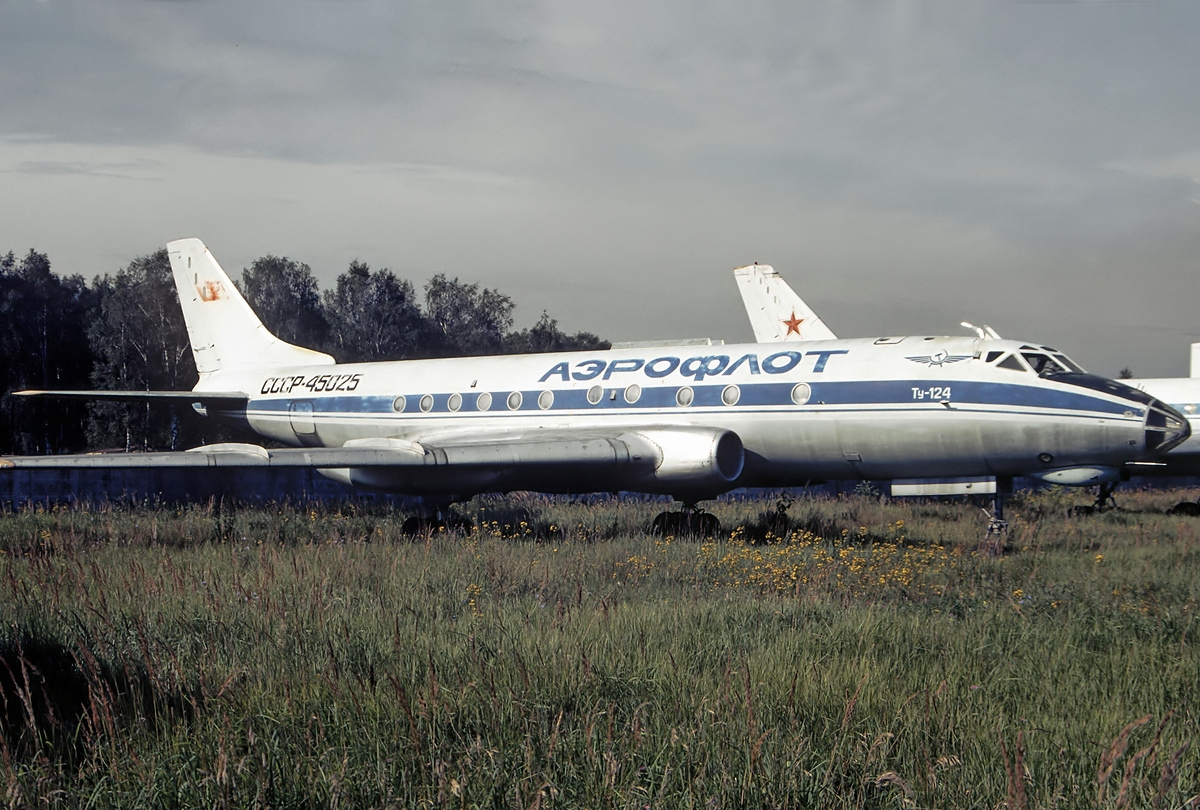
Ту-124В
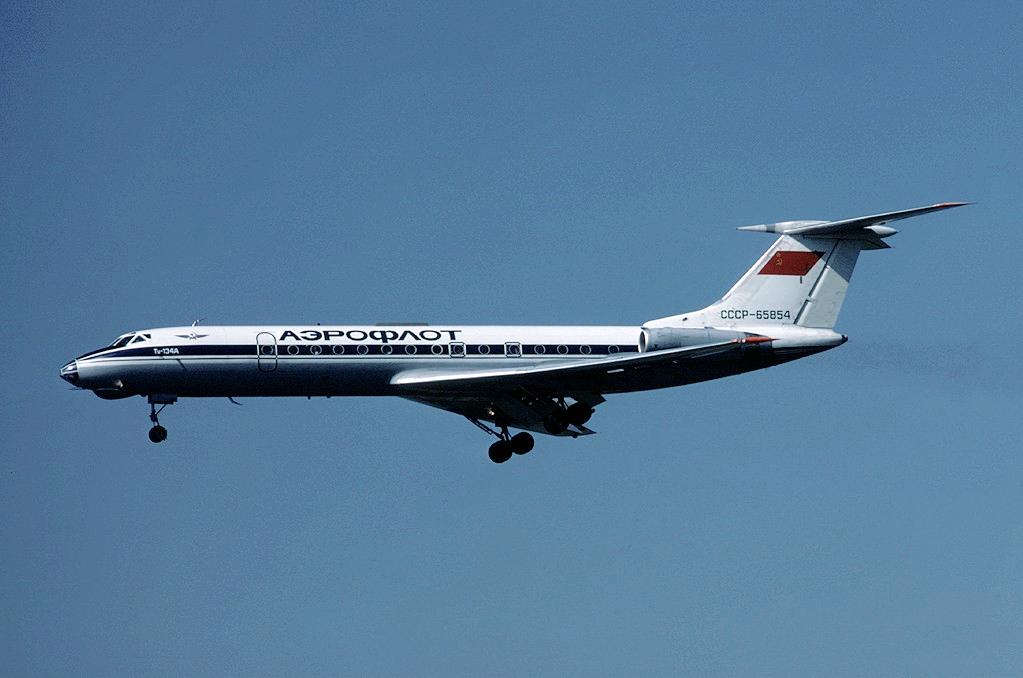
Ту-134А в ливрее «Аэрофлота» 1973 года
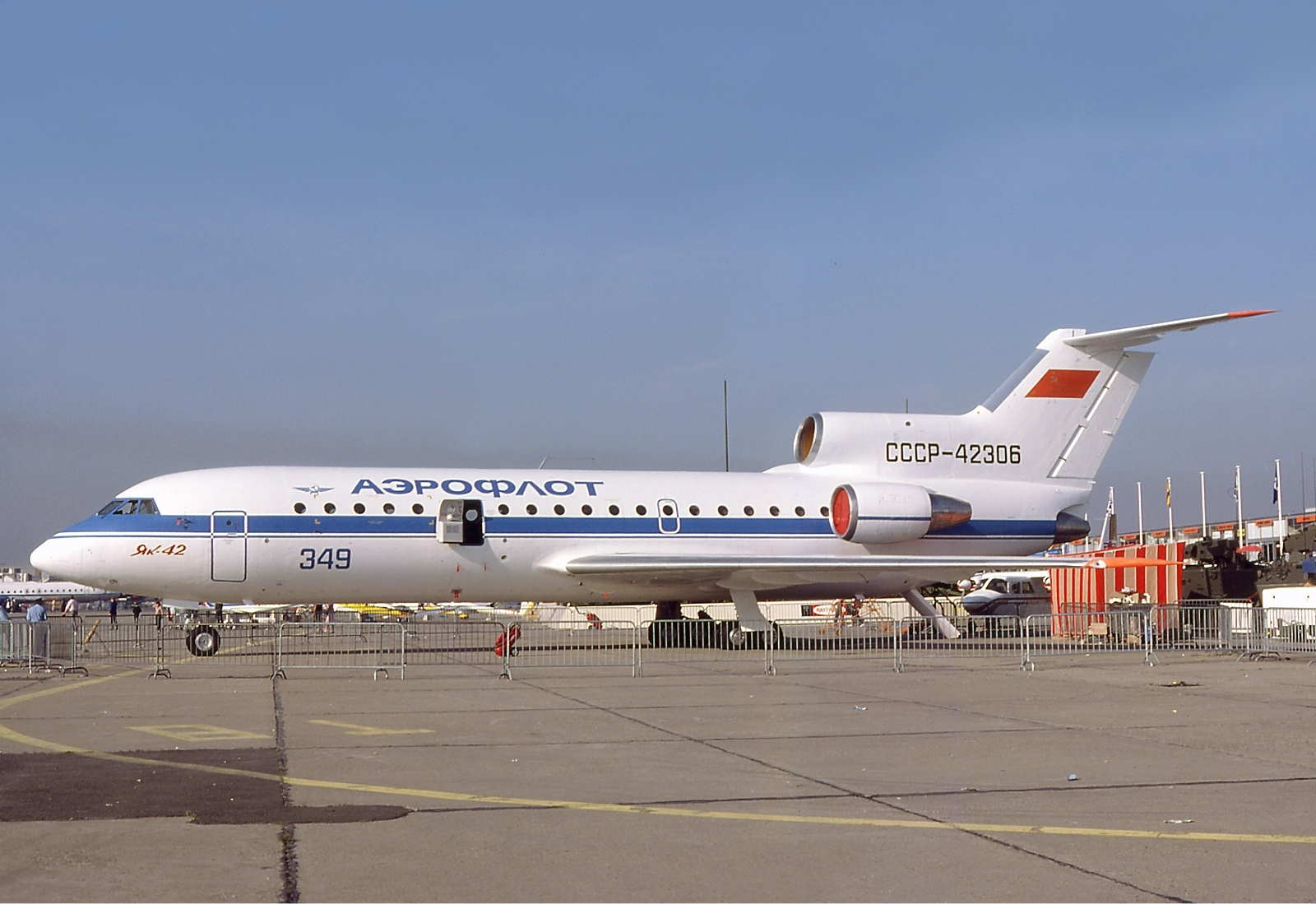
Як-42
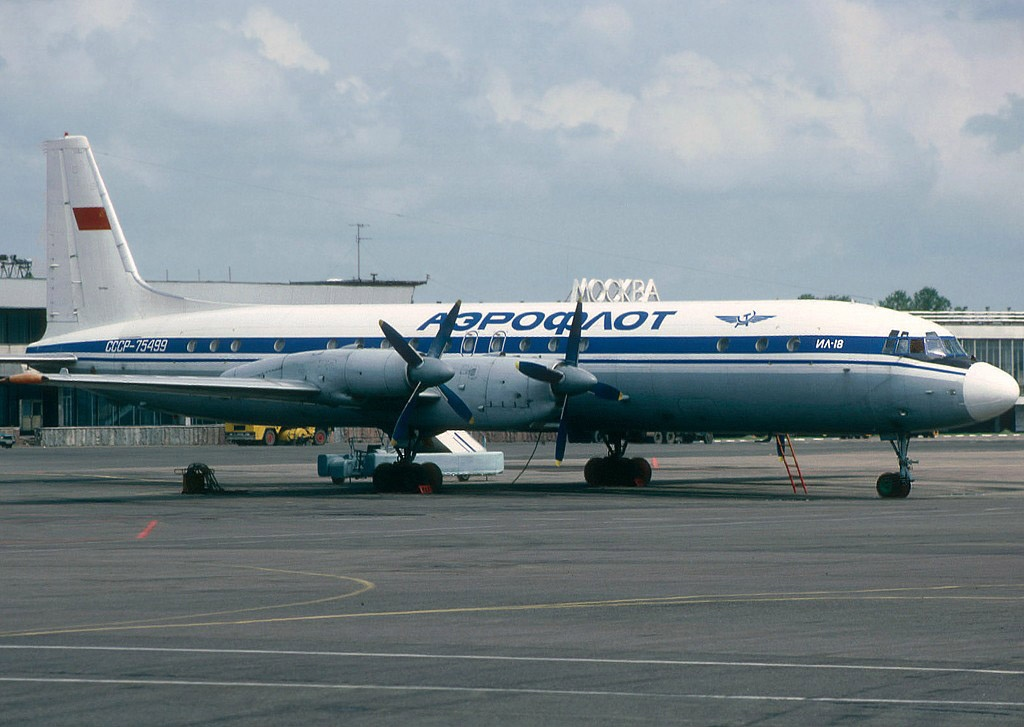
Ил-18Д
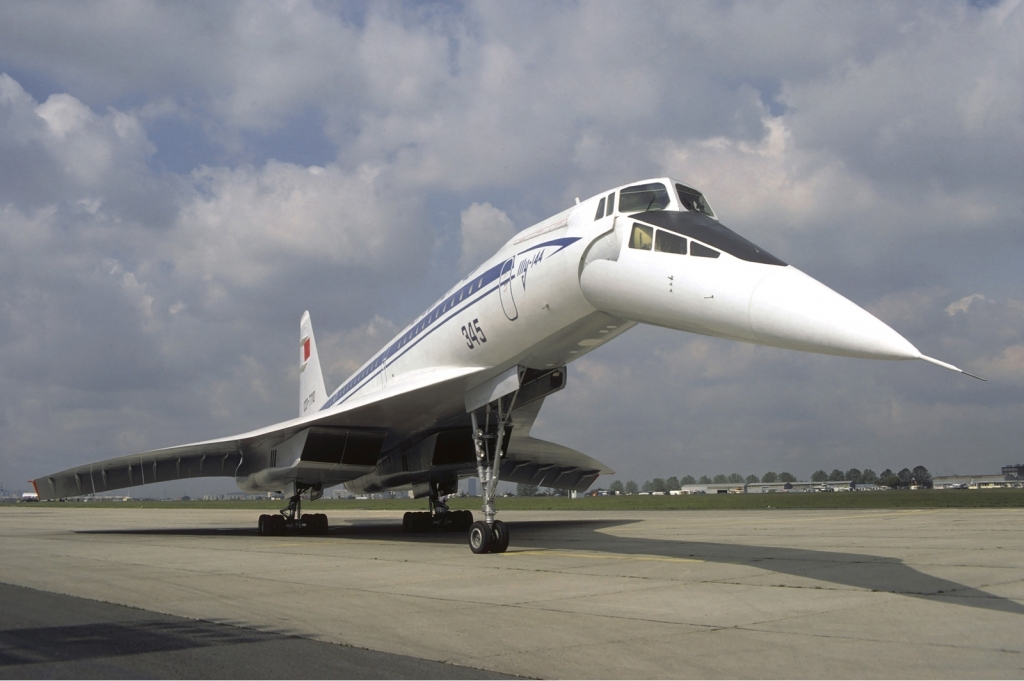
Ту-144
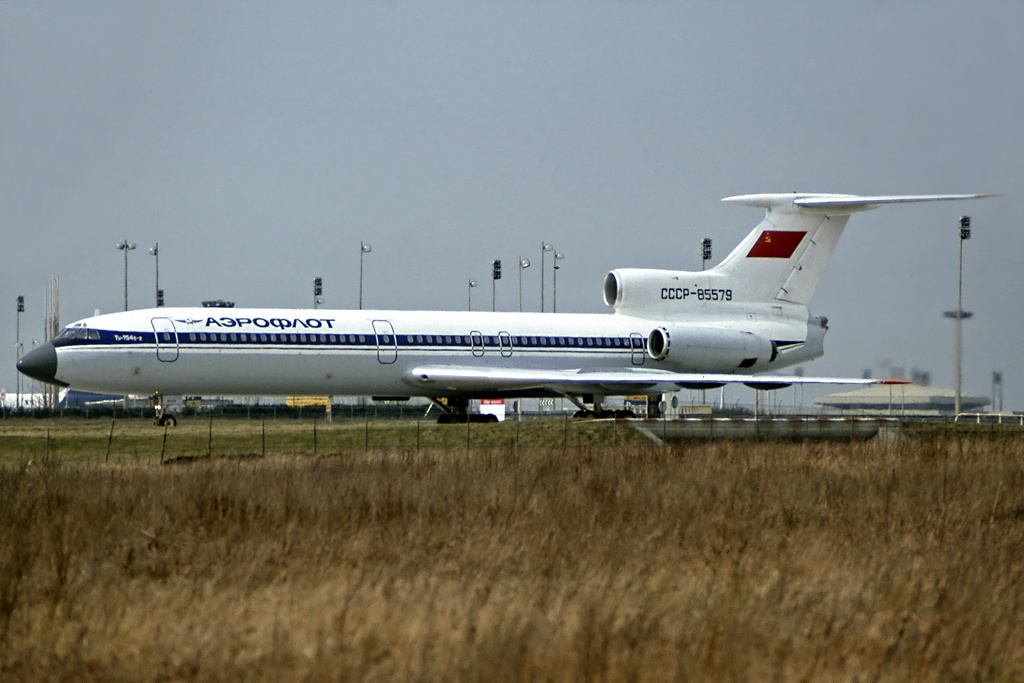
Ту-154Б-2
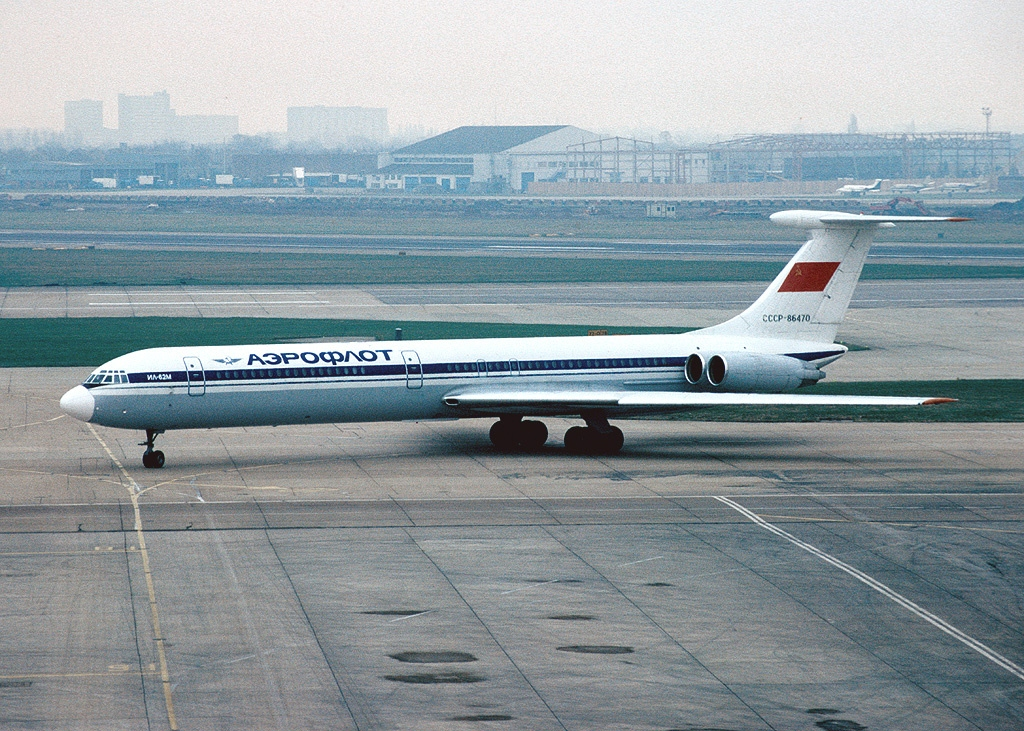
Ил-62
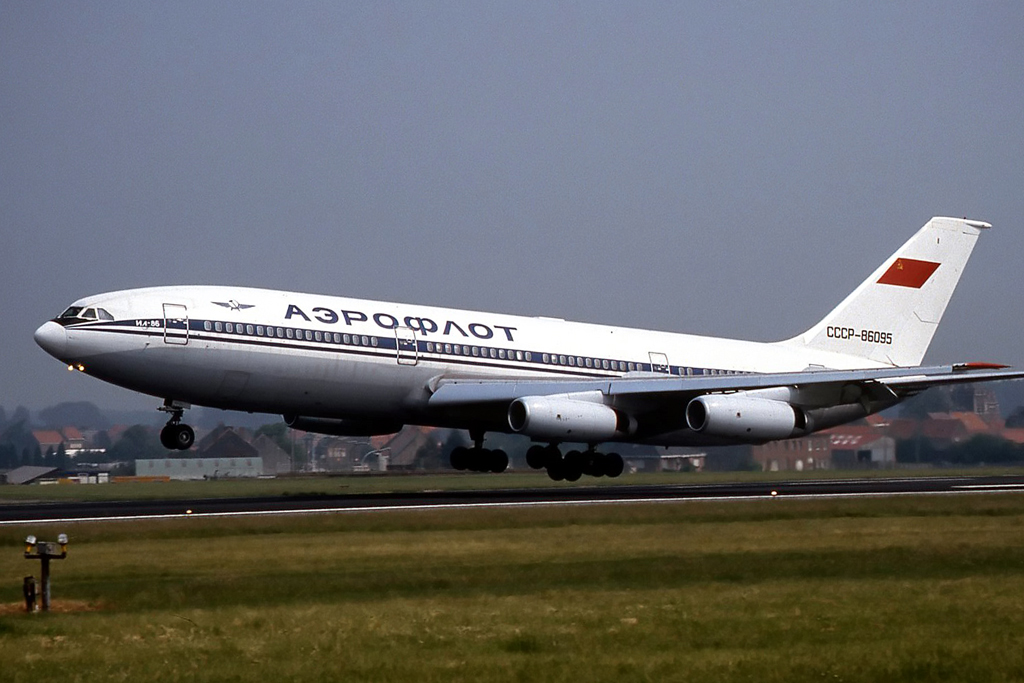
Ил-86

### Ливрея 1992 года (РФ)

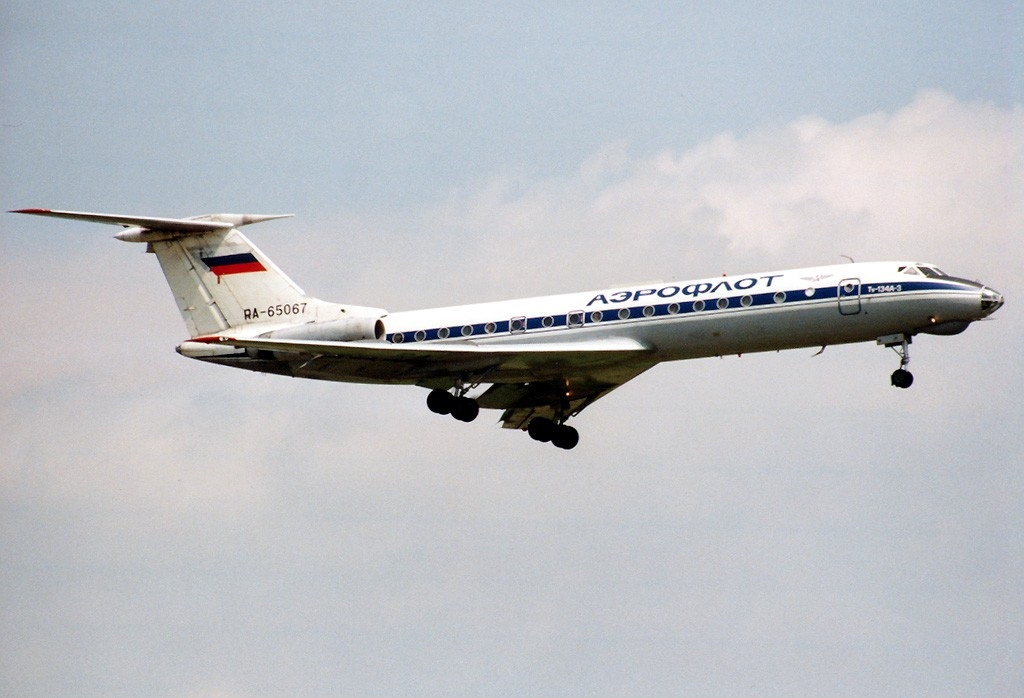
Ту-134А-3 в ливрее «Аэрофлота» 1992 года
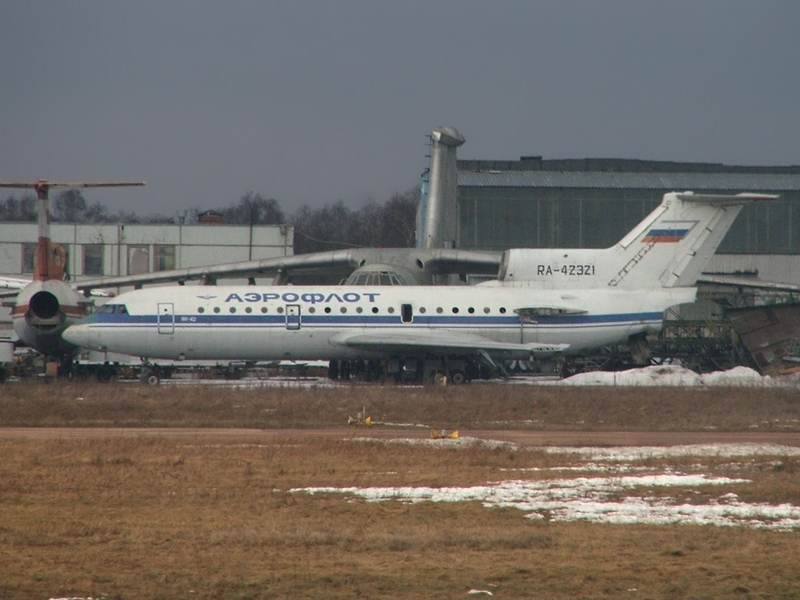
Як-42 в ливрее «Аэрофлота» 1992 года
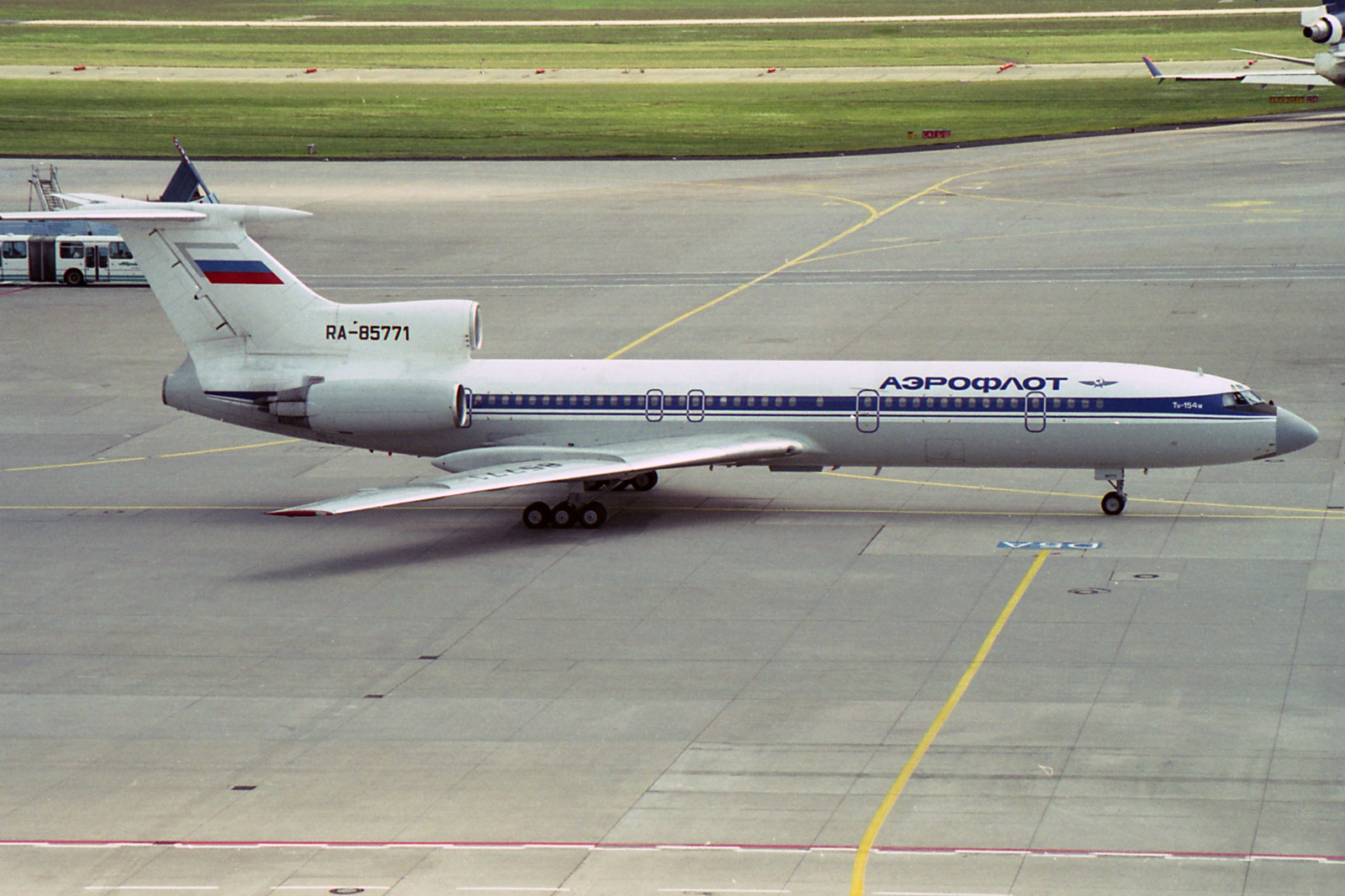
Ту-154М
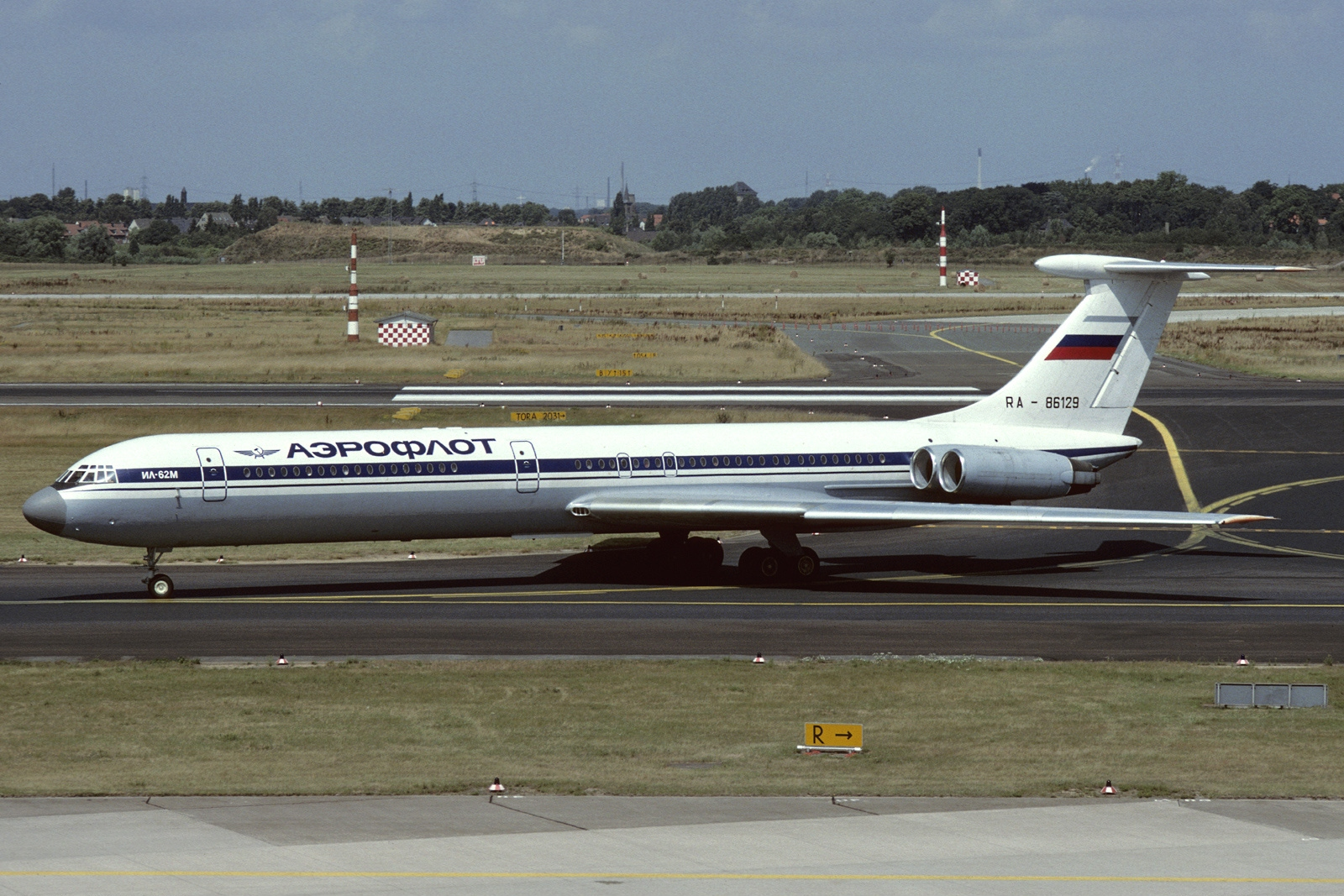
Ил-62М в ливрее «Аэрофлота» 1992 года
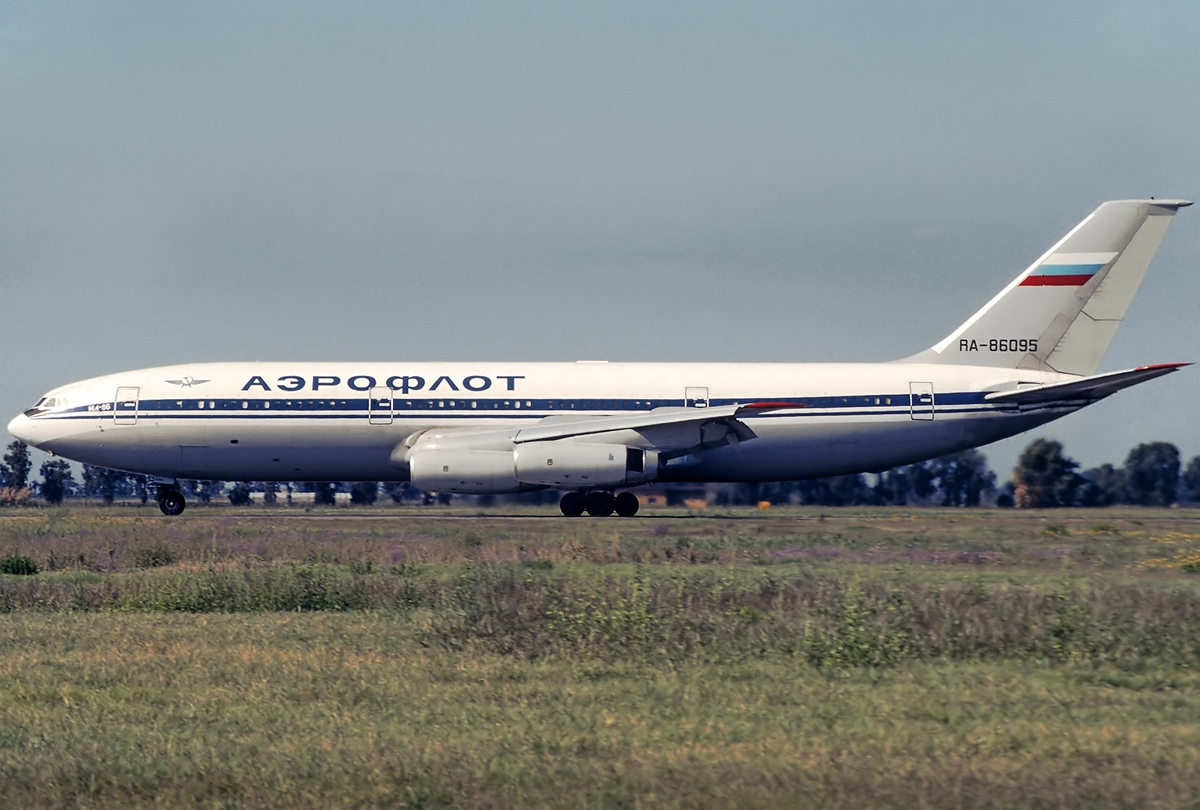
Ил-86